# Programme Lunar Orbiter

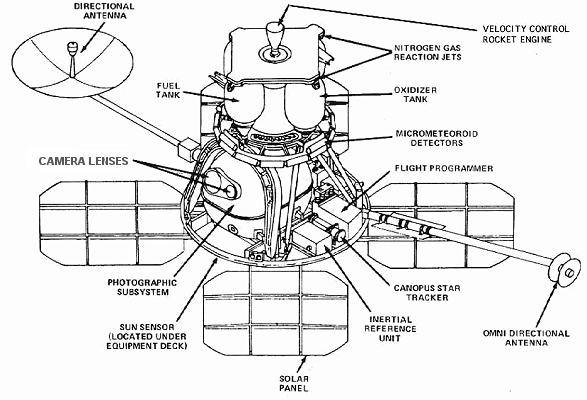
Le schéma d'une sonde Lunar Orbiter (source NASA).

Le programme Lunar Orbiter est une série de cinq sondes spatiales américaines lancées par la NASA entre 1966 et 1968 pour effectuer une cartographie du sol de la Lune afin de repérer les zones d'atterrissage des véhicules spatiaux du programme Apollo et compléter le travail effectué par les sondes lunaires Surveyor et Ranger. Les cinq vols sont couronnés de succès et 99 % de la surface de la Lune est cartographiée avec un pouvoir de résolution inférieur ou égal à 60 mètres et de l'ordre du mètre pour les photographies les plus précises. Le programme permet également de tester le système de télémétrie mis en place par la NASA, d'identifier et mesurer les anomalies du champ de gravité lunaire, de faire des mesures de la fréquence des micrométéorites et de l'intensité du rayonnement cosmique.
Les trois premières sondes ont pour objectif de photographier 20 sites d'atterrissages potentiels présélectionnés par des observations effectuées depuis la Terre. Ces vols sont effectués sur des orbites de faible inclinaison. Les vols des quatrième et cinquième sondes sont consacrés à des objectifs scientifiques plus étendus et s'effectuent sur des orbites polaires à des altitudes élevées. Lunar Orbiter 4 photographie toute la face visible de la Lune ainsi que 95 % de la face cachée de la Lune tandis que Lunar Orbiter 5 complète la couverture de la face cachée et effectue des photographies de 35 zones présélectionnées pour leur intérêt scientifique ou en tant que zone d'atterrissage potentielle pour le programme Apollo avec une résolution moyenne de 20 mètres et en haute résolution de 2 mètres.
Les sondes Lunar Orbiter sont équipées d'un système photographique ingénieux composé de deux caméras, d'un système de développement, d'un balayeur et d'un système d'avancement de film. Les deux objectifs, un téléobjectif de 610 mm à haute résolution (High Resolution) et un objectif grand angle de 80 mm à moyenne résolution (Medium Resolution) font converger les images sur la même pellicule de 70 mm. Les axes des deux objectifs sont placés de manière que les images fournies par le téléobjectif se situent dans la zone photographiée par le grand angle. Le film avance durant la prise de vue de manière à compenser la vitesse de déplacement de la sonde ; celle-ci est évaluée à l'aide d'un capteur électro-optique. Le film est développé, balayé analogiquement et les images sont ensuite envoyées vers la Terre.
Les sondes Lunar Orbiter sont les premières à effectuer des photographies de la Terre entière vue de l'espace : les levers de Terre au-dessus de l'horizon lunaire sont photographiés par Lunar Orbiter 1 tandis que les photographies de la Terre entière sont prises par Lunar Orbiter 5.

## Description de la sonde spatiale
Initialement, les sondes Lunar Orbiter doivent être un dérivé de la sonde Surveyor sans rétrofusée ni train d'atterrissage. Mais le retard pris par le programme Surveyor et le lanceur Atlas-Centaur nécessitent finalement un développement indépendant prenant en compte les capacités plus limitées du lanceur Atlas-Agena. La NASA fige le cahier des charges en août 1963, Boeing remporte l'appel d'offres en décembre 1963 et signe avec la NASA le contrat définitif en mai 1964. Le développement est particulièrement rapide puisque la première sonde est placée en orbite environ 2 ans plus tard. Huit Lunar orbiter sont construits, cinq destinés au vol et trois pour les essais.
La sonde pèse 400 kg et a une envergure de 3,75 mètres avec ses panneaux solaires et mâts déployés. Le corps de la sonde a la forme d'un cône tronqué haut de 1,65 mètre et de 1,5 mètre à la base dont l'armature est constituée d'un treillis de tubes métalliques. Les équipements de la sonde sont répartis sur 3 « étages ».
L'équipement logé, à la base la plus large de la plate-forme de la sonde, comprend l'accumulateur, un transpondeur pour suivre la trajectoire de la sonde, le programmeur de vol, une centrale à inertie (IRU), un viseur d'étoiles et le système photographique. Le système de navigation utilise cinq capteurs solaires, le viseur d'étoiles pour Canopus, et la centrale à inertie équipée de son gyroscope. Sur cette plate-forme sont attachés quatre panneaux solaires carrés de 4 m2 tapissés chacun de 2 714 cellules photovoltaïques, placés sur la face située à l'opposé du moteur principal. La production électrique totale de 375 watts est stockée dans un accumulateur nickel-cadmium de 12 ampères-heures pour permettre à la sonde de disposer d'électricité lorsque le Soleil est masqué par la Lune. Le programmeur de vol est du même type que celui des sondes Ranger, contient 128 mots de mémoire permettant de programmer 16 heures de prise de vues autonome. Il supervise également les poussées lors des changements de trajectoires.
À l'étage au-dessus se situe le moteur principal de 45 kg de poussée destiné aux corrections de trajectoire et aux manœuvres orbitales, avec deux paires de réservoirs de carburant et de comburant (hydrazine et peroxyde d'hydrogène). Ces ergols étant hypergoliques, il n'y a pas de système de mise à feu. L'étage comprend également les capteurs solaires et un détecteur de micrométéorites.
Le troisième étage est constitué d'un bouclier de protection contre la chaleur générée par le moteur principal au milieu duquel émerge la tuyère. Quatre moteurs d'orientation de 4 newtons de poussée sont montés sur le périmètre du bouclier et fonctionnent en émettant des jets d'azote, prélevé sur le réservoir du moteur principal. Par défaut, la sonde est programmée pour rester orientée vers le Soleil, afin d'illuminer au maximum les panneaux solaires. Durant les prises de vues, une orientation temporaire permettant la photographie de la Lune est programmé, la sonde reprenant son orientation par défaut à la fin de celles-ci.
Les photographies sont transmises aux installations sur Terre par un émetteur-radio de 10 W utilisant une antenne à gain élevé de 1 mètre de diamètre situé au bout d'une perche de 1,32 mètre tandis que les autres communications utilisent un émetteur-radio de 0,5 W utilisant une antenne à faible gain omnidirectionnelle à l'extrémité d'une perche de 2,08 mètres. Les deux antennes fonctionnent en bande S sur la fréquence 2 295 MHz. Le contrôle thermique est assuré par un film isolant multicouches de mylar et dacron appliqué sur une feuille d'aluminium qui entoure le corps de la sonde ainsi qu'à l'aide de peintures spéciales et de petits systèmes de chauffage.

### Le système de prise de vue

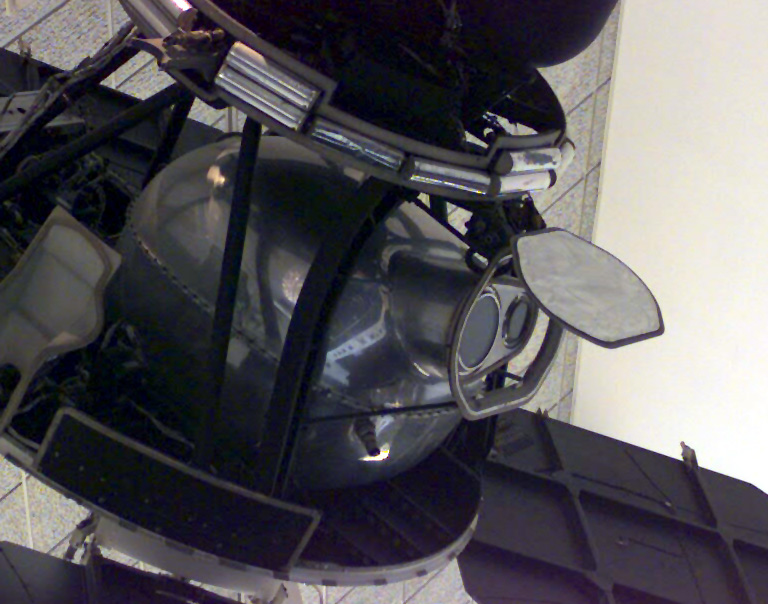
Un appareil photo d'une sonde Lunar Orbiter (source NASA).

Le système de prise de vue de la sonde est articulé autour de deux objectifs : un téléobjectif de 610 mm de focale et un objectif grand angle de 80 mm, photographiant à ouverture fixe de f/5.6 (le 80 mm possède une ouverture maximale de f/2.8, non utilisée). L'obturateur peut fournir des temps d'exposition de 1/25, 1/50 et 1/100 de secondes. À un périgée d'orbite de 40 km, la sonde parcourt près de 1,6 km pendant la plus grande vitesse d'obturation. Pour atteindre la résolution maximale spécifiée de 1 m, le déplacement de la sonde est compensé par un système qui déplace le film pendant la prise de vue de manière à n'avoir aucun flou de bougé.
L'objectif de 80 mm est destiné à des images de type « M » (moyenne résolution), couvrant 33 × 36 km à 40 km d'altitude avec une résolution d'environ 7 mètres. Le téléobjectif est destiné aux images de type « H » (haute résolution), couvrant à la même altitude une surface de 4,1 km x 16,4 km avec une résolution de 0,9 m. Les deux objectifs sont déclenchés simultanément, et le téléobjectif est réglé de manière à photographier la région centrale (environ 5 % de la surface) cadrée par l'autre objectif. Le système peut prendre de 1 à 16 paires de photographies en séquence. Cette séquence peut couvrir une surface continue de la Lune en cadençant les prises de vues de manière que les photos se recouvrent légèrement. Une autre possibilité de cadencement, et donc d'écart, entre les photos consiste à prendre des couples de photos stéréographiques avec un écart de perspective déterminé, permettant d'étudier le relief.

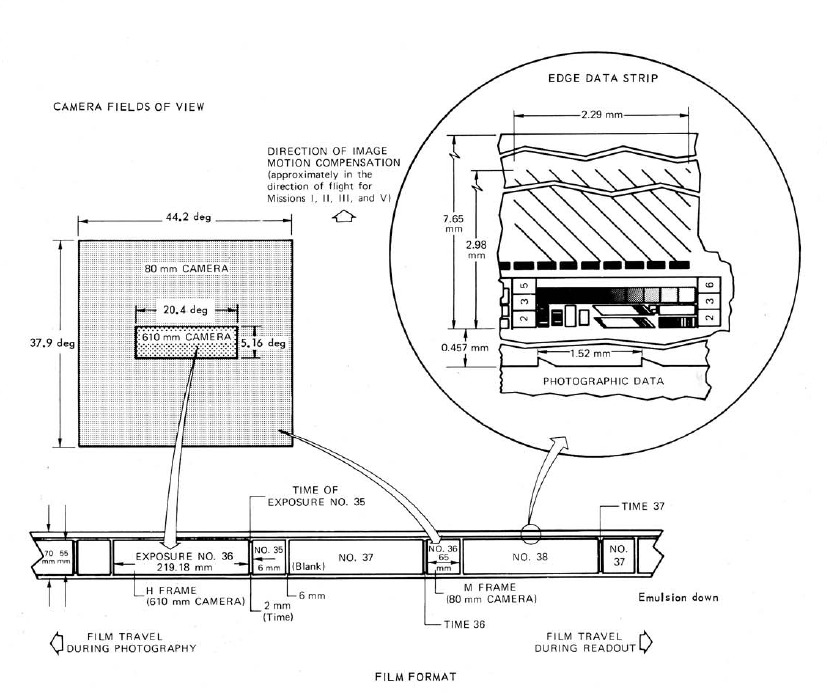
Le format de la pellicule de la sonde Lunar Orbiter. Les paires de photographies sont enregistrées de manière entrelacée sur le même film, mais la photographie en haute résolution correspond à la région centrale de la photographie de résolution moyenne.

Les objectifs et le système de prise de vue sont contenus dans une enceinte ellipsoïdale en aluminium parfaitement close. Les deux objectifs photographient à travers des fenêtres en quartz, occultées par un volet qui ne s'ouvre que pendant la prise de vue. Ce volet permet de garder l'enceinte à une température la plus constante possible et à préserver l'obscurité pendant les phases de développement et de balayage des images.
Les photographies sont enregistrées sur un film Kodak SO-243 à grain extrêmement fin, correspondant à une sensibilité excessivement basse de 1,6 ASA. Cette sensibilité basse permet non seulement d'offrir une résolution très élevée, mais aussi d'absorber sans trop voiler le film les lumières parasites inévitables entrant - sur toute la longueur de la mission - dans l'enceinte photographique, ainsi que le rayonnement cosmique provenant d'une éruption solaire, évitant ainsi un coûteux blindage.
Ce film a une longueur de 70 m, sur une largeur de 70 mm, permettant d'enregistrer plus de 200 paires de photos lors d'une mission. Les photos correspondant à chaque objectif sont enregistrées sur le même film à des endroits différents, par un jeu de miroirs. Les bords du film sont pré-exposés avec des mires et des informations de calibration, permettant de calibrer les processus de restitution des photographies.
La pellicule est développée dans la continuité de la prise de vue, par le « process Bimat » de Kodak. Ce processus consiste à presser la pellicule exposée contre une autre pellicule imbibée d'une solution de développement PK-411. Le temps de contact doit être de l'ordre de quatre minutes. La pellicule développée est ensuite séchée et embobinée. Ce processus de développement, bien que pratique et rapide, n'est pas dépourvu d'inconvénients et est à l'origine d'un certain nombre d'artefacts dans les photographies de Lunar Orbiter, provoqués par des bulles ou autres irrégularités de contact,

### Balayage, transmission et reconstitution des photos

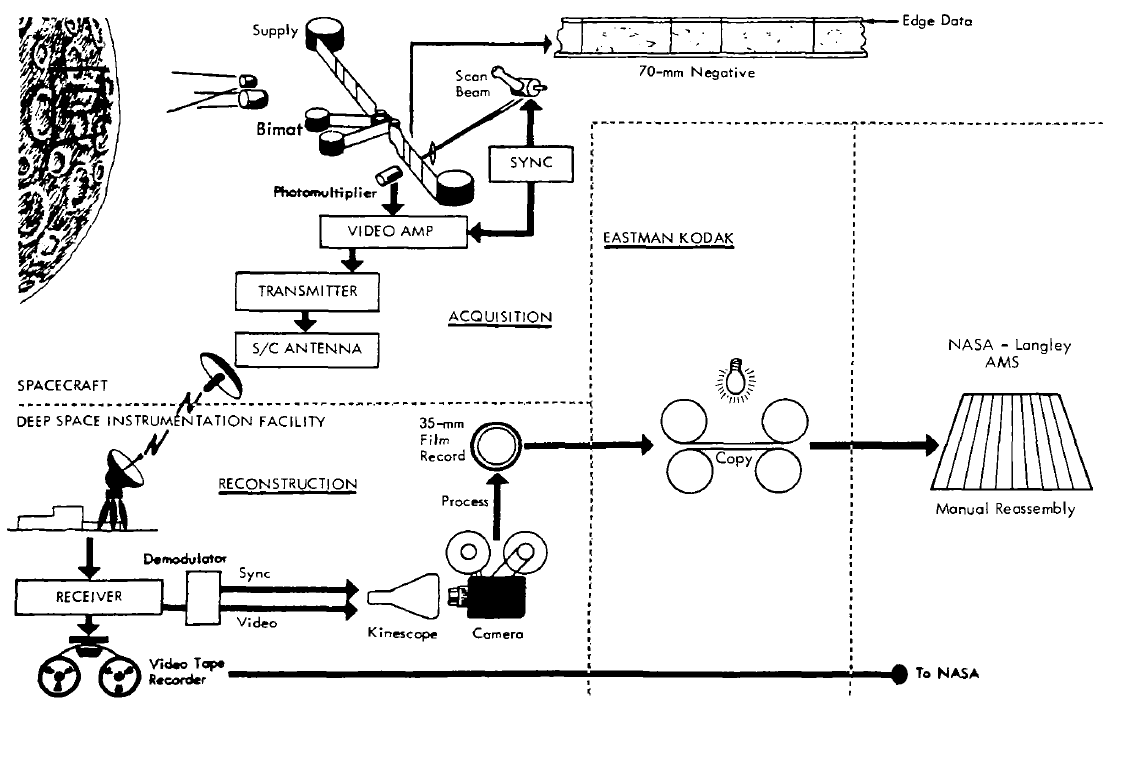
Le processus de prise de vue, balayage (scanning), de transmission et de reconstitution des photographies.

Un des principaux défis du programme Lunar Orbiter est de retourner les photos vers la Terre. Une expédition physique des pellicules vers la Terre (comme cela se fait dans les années 1960 pour certains satellites d'observation terrestre) est beaucoup trop complexe et hasardeuse. De plus, il y a la nécessité de contrôler les prises de vue quasiment en temps-réel  pour rétroagir sur les paramètres de prise de vue en cas de problème ou d'imprévu. La seule possibilité est de les transmettre par signal radio, tout en préservant la grande précision de prise de vue caractérisant cette mission.
Le processus de balayage des photographies peut avoir lieu dans la continuité du développement, entre deux prises de vues, ou être programmé plus tard en débobinant la pellicule, dans le sens inverse des photographies prises. Un point lumineux de 6,5 microns de diamètre balaye la pellicule, dans le sens de la longueur du film, traçant une ligne de 2,67 mm de longueur. Derrière le film, un tube photomultiplicateur convertit l'intensité lumineuse transmise par la pellicule en signal électrique analogique d'amplitude proportionnelle à la luminosité de l'image en ce point. La précision des divers matériels d'acquisition et de restitution permettent d'obtenir une résolution de l'ordre de 800 points sur cette ligne. Le signal correspondant à une ligne est transformé en trame d'un signal de type vidéo, et le processus est répété sur toute la largeur utile du film, soit 57 mm, à raison de 287 lignes par mm.
Il n'y a pas de matériel d'enregistrement du signal vidéo à bord de la sonde, et ce signal est donc transmis vers la Terre immédiatement, en temps-réel, à la vitesse de 50 bauds. Cette mince bande de film, de 2,76 × 57 mm est l'unité minimale de balayage, et de reconstitution des photographies, appelée « framelet ». Le film est ensuite avancé de 2,54 mm, permettant aux framelets de se recouvrir légèrement, et le balayage continue avec un autre framelet. Une paire de photos nécessite 117 framelets. La vitesse de balayage et de transmission est de 23 secondes par framelet, soit 45 minutes pour une paire de photographies.

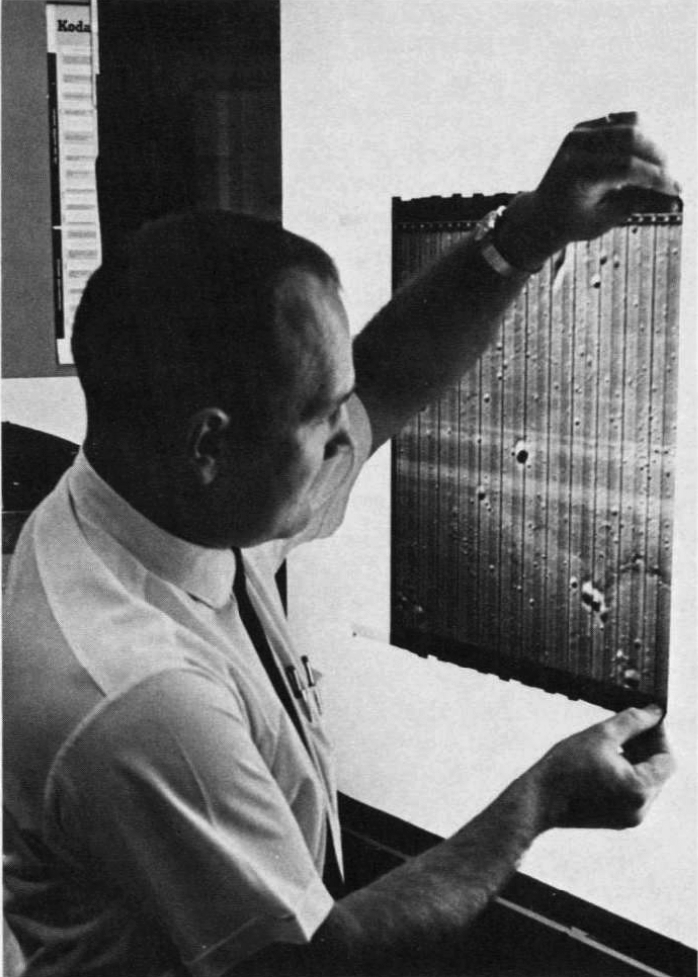
L'assemblage manuel typique des « framelets » transmis et reconstitués.

Le signal vidéo est reçu par le réseau mondial de stations de poursuite DSIF (Deep Space Instrumentation Facility), ancêtre du Deep Space Network, avec des stations à Woomera, Madrid et Goldstone. Chacune de ces stations est capable de reconstituer les framelets reçues : le signal vidéo est tout d'abord enregistré sur des bandes magnétiques, pour archivage et réutilisation potentielle par la NASA. Le signal est ensuite envoyé à un kinéscope qui enregistre l'image vidéo démodulée sur une pellicule 35 mm de type SO-349 de Kodak. Les framelets sont enregistrés sur la longueur du film 35 mm, permettant un premier agrandissement à ce niveau de 7,5 fois. Après développement, ce film donne un « master », qui est envoyé à Eastman Kodak pour copie et classement des framelets. Ces copies sont ensuite envoyées à la NASA pour assemblage manuel des copies sur table lumineuse.

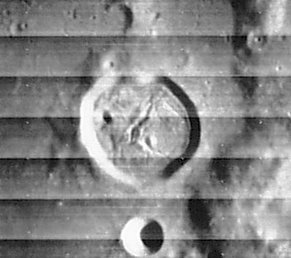
Le « Banding » typique des photographies de Lunar Orbiter, dû à la reconstitution par « framelets ».

## Les résultats du programmeLunar Orbiter

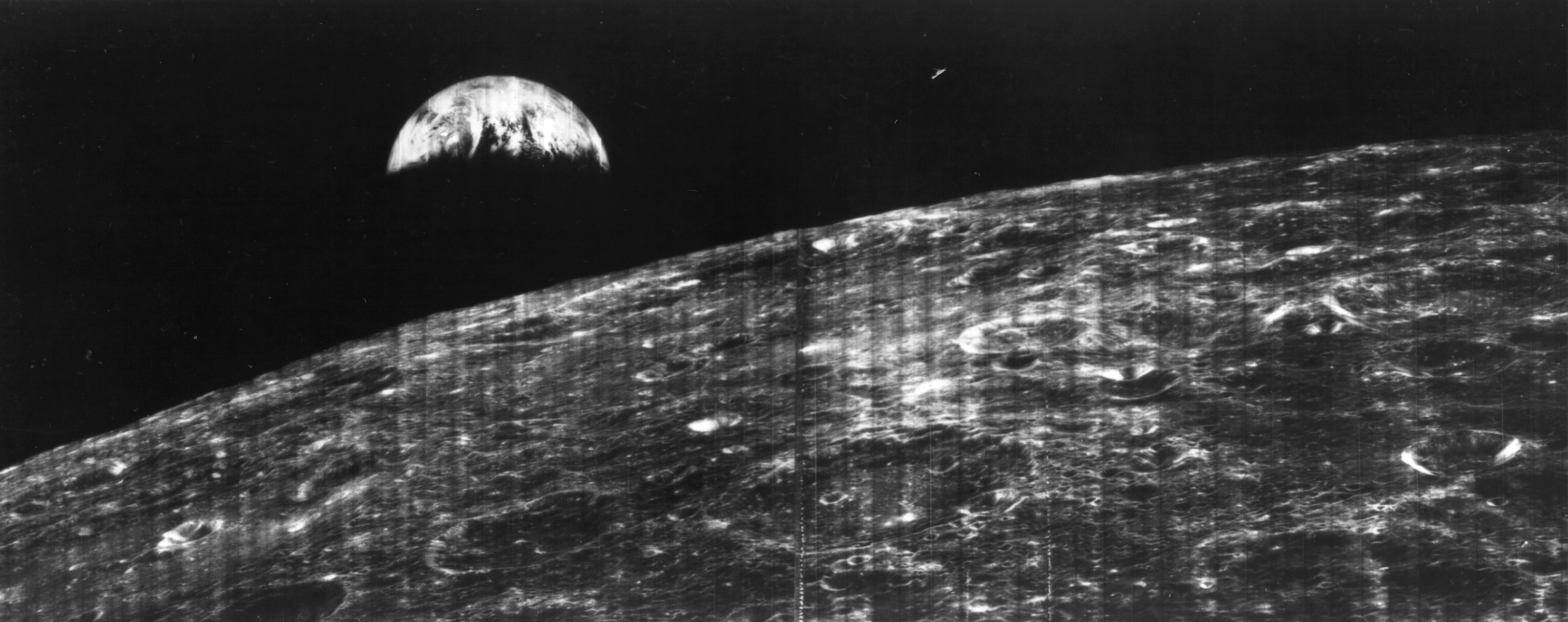
La première image de la Terre prise depuis l'orbite lunaire par Lunar Orbiter 1 le 23 août 1966.

Les sondes Lunar Orbiter transmettent 2 180 photos en haute résolution et 822 photos en résolution moyenne. Le système de détection de météorites enregistre 22 impacts c'est-à-dire deux ordres de grandeur au-dessus de ce qui se rencontre dans le milieu interplanétaire mais un peu moins qu'à proximité de la Terre. Les expériences sur le rayonnement confirment que les blindages prévus pour les véhicules Apollo suffisent à protéger les astronautes des éruptions solaires moyennes ou supérieures à la moyenne. Les sondes sont utilisées pour valider le fonctionnement des stations du réseau d'écoute des vols habités et le programme de calcul de l'orbite Apollo avec 3 sondes suivies en parallèle (Lunar Orbiter 2, 3 et 5) entre août et octobre 1968. Des ordres sont envoyés à toutes les sondes pour que celles-ci s'écrasent sur le sol lunaire avant qu'elles n'épuisent leur carburant afin qu'elles ne constituent pas une gêne pour la navigation des futurs véhicules Apollo. Le programme Lunar Orbiter piloté par le Centre de recherche Langley coûte 200 millions de dollars américains (environ 1 350 millions de dollars en 2008).
En 2008, le Lunar Orbiter Image Recovery Project, situé au Ames Research Center à Moffett Field, en Californie, restaure et numérise environ 1 500 cassettes analogiques sur lesquelles le signal vidéo émis par la sonde est sauvegardé.

## Missions
Il y a cinq missions Lunar Orbiter :
|                               | Lunar Orbiter 1                                                         | Lunar Orbiter 2                                                               | Lunar Orbiter 3                                                            | Lunar Orbiter 4                              | Lunar Orbiter 5                                                                    |
| Date de lancement             | 10 août 1966                                                            | 6 novembre 1966                                                               | 5 février 1967                                                             | 4 mai 1968                                   | 1er août 1968                                                                      |
| Périlune (km)                 | 40,5                                                                    | 41                                                                            | 44                                                                         | 2 668                                        | 97                                                                                 |
| Apolune (km)                  | 1 857                                                                   | 1 871                                                                         | 1 847                                                                      | 6 151                                        | 6 092                                                                              |
| Inclinaison (°)               | 12                                                                      | 12                                                                            | 21                                                                         | 85,5                                         | 85                                                                                 |
| Période (h)                   | 3,5                                                                     | 3,5                                                                           | 3,5                                                                        | 12                                           | 8,5 et 3,0                                                                         |
| Activité                      | photographies des sites d'atterrissage potentiels du 18 au 29 août 1966 | photographies de 13 sites d'atterrissage potentiels du 18 au 25 novembre 1966 | photographies des sites d'atterrissage potentiels du 15 au 23 février 1967 | cartographie de la Lune du 11 au 26 mai 1967 | cartographie de la Lune et étude de sites en haute résolution du 6 au 18 août 1968 |
| Nb prises de vues HR          | 42                                                                      | 609                                                                           | 477                                                                        | 419                                          | 633                                                                                |
| Nb prises de vues MR          | 187                                                                     | 208                                                                           | 149                                                                        | 127                                          | 211                                                                                |
| Altitude de prise de vue (km) | 44 - 1 581                                                              | 41 - 1 519                                                                    | 44 - 1 463                                                                 | 2 668 - 6 151                                | 97 - 5 758                                                                         |
| Résolution au périlune (m)    | 8                                                                       | 1                                                                             | 1                                                                          | 58                                           | 2                                                                                  |
| Résolution à l'apolune (m)    | 275                                                                     | 33                                                                            | 32                                                                         | 134                                          | 125                                                                                |

Lors de leur trajectoire vers la Lune, Lunar Orbiter 1 et Lunar Orbiter 2 n'ont pas repéré l'étoile Canopus. En solution de secours, les techniques ont orienté la sonde d'après la Lune, ce qui a permis de réaliser les ajustements de trajectoire prévus à mi-parcours. Après analyse des photographies des trois premiers Lunar Orbiter, la NASA sélectionna huit zones d'atterrissage pour les missions Apollo.
Le 9 aout 1967, Lunar Orbiter 5 prit la première photographie de la Terre montrant une face entièrement éclairée.
En 2011, la sonde Lunar Reconnaissance Orbiter (LRO) de la NASA, en orbite autour de la Lune, aurait vraisemblablement retrouvé sur la face cachée de notre satellite naturel, le lieu où la sonde Lunar Orbiter 2 s'est écrasée en 1967.